# جوراب کش‌باف ساق‌دار
جوراب کش‌باف ساق‌دار نوعی جوراب کوتاه و پرحجم است که معمولاً" دارای بافت راه‌راه‌است. این نوع جوراب‌ها به منظور گرم کردن پا بسیار مناسب هستند. جوراب کش‌باف ساق‌بلند در سال ۱۹۴۸ مد روز شده بود. جوراب کش‌باف ساق‌بلند دارای بافت ضخیم است که به صورت غیر رسمی، خودمانی و راحتی مورد استفاده قرار می‌گیرد. این نوع جوراب‌ها هم مورد استفاده مردان و هم مورد استفاده زنان قرار می‌گیرد.

## جوراب دو لایه (پوشیدن 2 جوراب بر روی هم)
در زمینه پوشش جوراب افرادی اقدام به پوشیدن چند جوراب بر روی هم می کنند و بدین ترتیب شکل ها و رنگ های جدید و جذابی خلق می کنند. در این سبک همه چیز به ابتکار و خلاقیت شما بستگی دارد و اینکه چه مدل و طرحی را با لباس خود ست کنید. می توان چند جوراب که از لحاظ رنگ، طرح یا بافت با هم متفاوت هستند را بر روی هم پوشید.